# آقطی سیاه
آقطی سیاه، آقطی اروپایی (نام علمی: Sambucus nigra) که در مناطقی از ایران انگور کولی و خمان کبیر نیز نامیده می‌شود، درختچه‌ای است که ارتفاع آن در نواحی مساعد به ۱۰ متر می‌رسد. این درختچه معمولاً در کنار جاده‌ها و حاشیه جنگل‌ها و در نواحی مرطوب و سایه‌دار می‌روید.

## کلیات گیاه‌شناسی
آقطی سیاه از زمان‌های قدیم مورد مصرف مردم بوده‌است و از آن برای رفع امراض مختلف مانند دفع بلغم و صفرا استفاده می‌کرده‌اند. برگ‌های آن سبزرنگ، بیضوی، دندانه‌دار، بیدره و مرکب از ۵ تا ۷ برگچه است. اگر برگ‌ها شکسته و مالش داده شود، بوی بدی از آن متصاعد می‌شود. همه قسمت سبز گیاه سمی هستند.
گل‌های آن سفید و خوشه‌ای است که در اواخر بهار ظاهر می‌شود. میوه آقطی سیاه گوشتی، ریز مانند انگور و به رنگ آبی سیر است. قسمت مورد استفاده این درختچه گل، برگ و پوست داخلی ساقه آن است. آقطی سیاه در ایران در نواحی آذربایجان و همدان می‌روید.
نام‌های دیگر آقطی:
خمان، سبوقه، خمان کبیر، آقطی سیاه، تردارگن، انگورکولی، خمان صغیر، پَلِم (متفاوت از پَلْم به معنای کاجیره است)، پلخون، شون و آقطی سرخ است.

## ترکیبات شیمیایی
پوست این درختچه و برگ آن دارای موادی مانند سامبوسین  سامبو نیگرین ، کولین، سیکوتین  و مقدر کمی نیترات پتاسیم است. در گل‌های آن الدرین و مقدر کمی اسانس وجود دارد. میوه آقطی سیاه دارای کریزان تمین ، مواد قندی، اسانس، صمغ، اسید والزیانیک و اسید استیک است.
آقطی همچنین شامل فلاونوئیدهایی مانند کوئرستین و کامپفرول و گلیکوزیدهای کوئرستین همانند هایپروزید، ایزوکوئر ستین و روتین، و تری ترپنها مثل آلفا و بتا آمیرین، بتولین، اسید اولئانولیک، و ترکیب ضد التهاب اورسولیک اسید است. اسیدهای چرب مانند اسید لینولنیک، اسید پالمتیک، اسید لینولئیک، اسیدهای آمینه و دیگر ترکیبات مانند اسید کلروژنیک به عنوان تانن کاذب، تانن و موسیلاژ است. رنگ کبود آقطی بالغ و رسیده به سبب محتوای آنتوسیانیدین‌های آن است.

## خواص داروئی
آقطی سیاه از نظر طب قدیم ایران سرد و خشک است. پوست ثانوی (داخلی) ساقه و ریشه آن از نظر طبی موثرترین قسمت‌های این گیاه است.
1. در درمان رماتیسم و درد مفاصل مؤثر است.
2. ادرارآور است.
3. ملین و ضد یبوست است و بهترین دارو برای رفع یبوست در افراد سالخورده و کسانی است که انقباضات روده بزرگ در آن‌ها ضعیف شده‌است.
4. دم‌کرده برگ‌های خشک‌شده آن در رفع اسهال مؤثر است.
5. برای برطرف کردن درد و التیام بواسیر، برگ‌های تازه این گیاه را له کرده یا اینکه از آن پماد تهیه کنید و روی بواسیر دردناک بگذارید.
6. درمان‌کننده استسقاء است و آب اضافی را از بدن و از بین انساج خارج می‌کند.
7. برای از بین بردن خارش بدن، پوست ساقه آن را در روغن بجوشانید و سپس آن را صاف کرده و بگذارید سرد شود. این روغن را روی قسمت‌هایی که خارش دارد بزنید.
8. برای جوش‌خوردن استخوان و مداوای شکستگی استخوان، از دم کرده ریشه این درختچه استفاده کنید.
9. دم‌کرده گل‌های خشک‌شده آقطی سیاه درمان‌کننده گریپ، سرما خوردگی، بیماری‌های دستگاه تنفسی و نقرس است.
10. جوشانده گل‌های خشک‌شده این گیاه برای معالجه برونشیت و ذات الجنب مفید است.
11. بخور گل‌های آقطی سیاه برای درمان بیماری‌های سل مفید است و اخلاط چسب‌ناک را از گلو خارج می‌کند.
12. بیماری‌های کلیه و مجاری ادرار را درمان می‌کند.
13. سنگ کلیه را خارج می‌سازد.
14. شیر مادران شیرده را زیاد می‌کند.
15. در درمان بیماری‌های صرع مفید است.
16. جوشانده گل‌های خشک‌شده آقطی سیاه را به صورت کمپرس روی زخم‌های اگزما بگذارید اثر مطلوب خواهد داشت.
17. خوردن میوه آقطی سیاه و مالیدن آن به سر باعث سیاه‌شدن مو و تقویت مو می‌شود.
18. جوشانده گل‌های آقطی سیاه را روی سوختگی‌ها بگذارید و کمپرس کنید تا درد را کاهش دهد.
19. برای از بین بردن ورم چشم می‌توان چشم را با جوشانده گل‌های این گیاه شستشو داد.
20. جوشانده برگ این درخت آفت درختان و سبزیجات را از بین می‌برد.
21. اگر پوست حساس دارید برای شستن صورت یا پاک کردن آرایش از دم‌کرده آقطی سیاه استفاده کنید.
22. برای شادابی پوست صورت و از بین بردن لکه‌ها و کک و مک می‌توان از ماسک زیر استفاده کرد:

گل‌های خشک‌شده آقطی سیاه را دم کنید و مقداری پودر باقلای خشک را در ظرفی بریزید سپس دم کرده آقطی سیاه را روی آن ریخته و خمیری تهیه کنید. این خمیر را به صورت ماسک روی صورت بگذارید و پس از یک ربع ساعت بجوشانید این ماسک را هر روز روی پوست خود بگذارید تا صورت را جوان و شاداب کند.
طرز استفاده:
۱) جوشانده: مقدر ۶۰ گرم پوست ساقه، برگ یا میوه این درختچه را در یک لیتر آب ریخته و بگذارید آهسته بجوشد تا حجم آن به نصف برسد. سپس آن را صاف کنید.
2) سرکه آقطی سیاه: ۱۰–۲۰ گرم برگ‌های خشک‌شده این درختچه را در یک لیتر سرکه ریخته و بگذارید تا مدت دو هفته بماند و هر روز آن را بهم بزنید. پس از این مدت آن را صاف کرده و در شیشه دربسته نگهداری کنید.
3) دم کرده آقطی سیاه: مقدر ۱۰۰ گرم گل خشک‌شده این درختچه را در یک لیتر آب جوش ریخته و بمدت ۱۰ دقیقه دم کنید. از این دم کرده می‌توانید برای شستشوی زخم‌ها استفاده کنید.
1. شیره یا آب میوه: میوه‌های رسیده آقطی سیاه را فشار داده تا شیره آن خارج شود. مقدار مصرف این شیره یک قاشق چایخوری مخلوط در یک لیوان آب است.
2. شراب آقطی سیاه: آب میوه را گرفته و با هم وزن آن قند مخلوط کنید. سپس این مخلوط را بجوشانید تا شربت غلیظی بدست آید.

مقدر مصرف این شربت یک قاشق غذاخوری قبل از هر غذا است.

## مضرات
استفاده زیاد از آقطی سیاه ممکن است باعث تهوع و همچنین ورم روده شود.